# Nucella
Nucella (лат.) — род хищных морских переднежаберных моллюсков семейства иглянки. Включает как ныне живущие, так и ископаемые формы.
Шпиль заостренный. Обороты пластинчатые или бугорчатые. Внутренняя губа уплощенная. Сифональный канал небольшой и косой. Устье сужено в передней части. Длина раковины от 2,8 см (Nucella emarginata) до 8 (Nucella lamellosa) см. Встречаются в Тихом океане, Атлантическом и Северном ледовитом океанах. Донные моллюски. Встречаются от арктических до субтропических вод на глубине от 0 до 40 м. Они безвредны для человека, их охранный статус не определён, объектами промысла не являются.

## Классификация
По данным World Register of Marine Species, на декабрь 2024 года род включает 13 видов:
1. Nucella angustior Houart, Vermeij & Wiedrick, 2019
2. Nucella canaliculata (Duclos, 1832)
3. Nucella dubia (Krauss, 1848)
4. Nucella emarginata (Deshayes, 1839)
5. Nucella freycinetii (Deshayes, 1839)
6. Nucella heyseana (Dunker, 1882)
7. Nucella lamellosa (Gmelin, 1791)
8. Nucella lapillus (Linnaeus, 1758)
9. Nucella lima (Gmelin, 1791)
10. Nucella ostrina (A. Gould, 1852)
11. Nucella rolani (Bogi & Nofroni, 1984)
12. Nucella squamosa (Lamarck, 1816)
13. Nucella wahlbergi (Krauss, 1848)